# 联和水库
联和水库是中国广东省惠州市博罗县境内的一座水库，位于珠江三角洲流域，建于1964年。水库正常库容为6083万立方米，平均水深为30.01米，集雨面积为110.8平方千米。